# Латеральность (этнология)
Латера́льность (от лат. latus — сторона) — в области систем терминов родства — принцип различения двух категорий родственников индивида, с материнской и с отцовской. Существует несколько видов латеральности:
- Унилатеральность — учёт родственников только с одной стороны, имеет два вида — матри- или патрилатеральность.

- Матрилатеральность — учёт родственников со стороны матери.
- Патрилатеральность — учёт родственников со стороны отца.

- Билатеральность — учёт родственников с обеих сторон.

В обиходной речи это явление отражено в таких выражениях, как «родственники со стороны матери», «родственники по линии отца».
Разные специалисты то сопоставляют понятия латеральности и линейности, то противопоставляют их. При этом латеральность рассматривается как более ранний этап развития счета родства, а линейность — более поздний. За рубежом термин «латеральность» в области счета родства не применяется. Там популярны специфические термины:
- линидж, рэмидж, конический клан — генеалогические структуры,
- клан, сиб, септ — негенеалогические структуры.